# 2e bataillon de volontaires de la Somme
Le 2e bataillon de volontaires nationaux de la Somme, également appelé plus simplement 2e bataillon de la Somme, était une unité militaire de l'armée française créé sous la Révolution française.

## Création et différentes dénominations
Le 2e bataillon de volontaires de la Somme est formé à 8 compagnies et 1 compagnie de grenadiers les 4 et 5 septembre 1791 à Amiens.
- Compagnie de grenadiers
- 1re compagnie de Péronne
- 2e compagnie de Montdidier
- 3e compagnie de Montdidier
- 4e compagnie de Montdidier
- 5e compagnie de Montdidier
- 6e compagnie de Péronne
- 7e compagnie de Péronne
- 8e compagnie de Montdidier

## Commandants
- 1791-1793 : Louis Adrien Théodore Thory
- 1793-1794 : Louis Ignace Ledour

## Historique des garnisons, combats et batailles

### 1791
L'unité est composée de 571 volontaires des districts de Montdidier et de Péronne, rassemblés à Amiens le 3 septembre, formés en compagnies le 4 et le 5, puis organisés en bataillon le 5. 
Il est passé en revue le 6 par le maréchal de camp de Boisgelin. 
Le 7 octobre il part pour Doullens, passe le 8 à Saint-Pol, le 9 à Hesdin et arrive le 10 à Montreuil où il est logé dans des couvents et se conduit assez mal pour motiver l'intervention du général de Caulaincourt, qui le passe en revue le 30, veille de l'arrivée de son armement. Il demeure dans cette place tout l'hiver, en étant rattaché à l'Armée du Nord.

### 1792
Avec 556 présents, il reste à Montreuil jusqu'en mai, puis est envoyé, en juin, à Marchiennes, avec un détachement de 200 hommes à Orchies. Cantonné dans cette dernière ville, il est attaqué dans la nuit du 14 au 15 juillet, mais parvient à s'échapper en faisant s'ouvrant un passage à la baïonnette. Le 20 septembre, il est envoyé au secours de la garnison de Lille, puis  en novembre, avec 368 présents, il campe sous Avesnes. Affecté à la division de gauche, de l'armée du Nord, sous le commandement du général Duval, il prend part à l'invasion de la Belgique, et se trouve au siège du château d'Anvers du 25 au 28 novembre. En décembre, il cantonne entre Ruremonde et Maëstricht, puis campe à Mazeyck, sous Anvers.

### 1793
En janvier 1793, le bataillon ne compte plus que 346 hommes. 
En février, il fait partie de la colonne amenée par de Fiers à Dumouriez et chargée du blocus de Berg-op-Zoom. 
Du 18 au 22 mars, il prend part aux affaires entre Tirlemont et Saint-Trond lors de la retraite de la Belgique. Il est ensuite cantonné à Douai, puis rejoint, le 23 avril, son dépôt à Arras ou il demeure trois mois en garnison. Le 11 août, il participe à une affaire entre Poperinghe et Steenvoorde et, le 6 septembre, à celle de Poperinghe.
Stationné à Gavrelle, il est affecté à la 1re brigade de la division Balland, qu'il quitte le 6 octobre, et, passant par Bapaume, Péronne, Saint-Quentin et Guise, il arrive le 12 à Etroeungt avec 560 présents pour concourir, du 14 au 16, au déblocus de Maubeuge. Il est ensuite envoyé en quartiers d'hiver au Nouvion.

### 1794
Le 6 février, alors qu'il est toujours au repos au Nouvion, il reçoit 533 réquisitionnaires de Joigny, composés de 6 compagnies du 10e bataillon de l'Yonne et passe, le 17, la revue de nouvelle formation, avec 1 082 présents. En mars il cantonne à Oisy et, le 15 avril, est amalgamé, près Catillon, avec le 1er bataillon du 62e régiment d'infanterie de ligne (ci-devant Salm-Salm) et le  1er bataillon de volontaires de la Vienne former la 123e demi-brigade de première formation qui sera incorporée, le 27 février 1796, pour former la 99e demi-brigade de deuxième formation

## Biographie de personnes ayant servi au2ebataillonde volontaires de la Somme

### Louis Ignace Ledour
Originaire de Roye, Louis Ignace Ledour (ou Le Dour) est né en 1765. Élu capitaine en 1791 il devient lieutenant-colonel du bataillon en 1793 en remplacemement Louis Adrien Théodore Thory promu général de brigade.